# Barbara Demšar
Barbara Demšar Starman, slovenska slikarka, oblikovalka stekla, fotografinja * 18. avgust 1969, Kranj.

## Življenje in delo
Barbara Demšar je doma iz Škofje Loke. Leta 1988 je končala Srednjo šolo za oblikovanje in fotografijo v Ljubljani. Leta 1997 je diplomirala na oddelku za likovno pedagogiko na Pedagoški fakulteti. Izpopolnjevala se je v Parizu. (mag. iz unikatnega oblikovanja stekla).
Leta 2002 je dobila Groharjevo štipendijo, ki jo podeljujeta Združenje umetnikov Škofja Loka in Občina Škofja Loka že od leta 1980. Štipendijo je prejela za cikel Poti, ki ga je ustvarjala v ateljeju v Parizu.
Pripravila je okrog 15 samostojnih razstav, sodelovala pa je na preko 70 skupinskih razstavah doma in v tujini